# ميلا حسين باتيي
ميلا حسين باتي كان شاعرًا ورجل دين كرديًا عاش في الفترة ما بين القرنين السابع عشر والثامن عشر. يُعتبر من المؤسسين الأوائل للأدب الكردي المرتبط بالموالد الدينية، حيث تأثرت معظم الموالد الكردية بأسلوبه وأفكاره، مما جعله يُعد من الشخصيات البارزة في هذا النوع من الأدب.

## السيرة الذاتية
لا تتوفر معلومات كثيرة موثوقة عن حياة ميلا حسين باتيي، إذ تعتمد معظم الروايات المتداولة على كتابات ألكسندر جابا ومحمود بايزيدي، والتي يُنظر إليها على أنها غير دقيقة تمامًا. أشارت الدراسات الحديثة إلى أن باتيي وُلد في القرن السابع عشر وعاش حتى منتصف القرن الثامن عشر، على خلاف ما ذكره بايزيدي الذي رجّح ولادته في القرن الخامس عشر. كان باتيي ينتمي إلى قبيلة أرطوشي، وقد وُلد في قرية باتي الواقعة في منطقة إلكي.

## أعماله
يُعد عمل ميلا حسين باتيي الأبرز هو "مولود كرمانجي"، ويُعرف أيضًا باسم "مولود نبي"، وهو نص شعري مكتوب باللغة الكردية الكرمانجية يتناول سيرة النبي محمد ومولده. يتكون هذا العمل من 19 فصلًا، ويُعد من أهم النصوص الأدبية والدينية في التراث الكردي. كان يُستخدم في الماضي ككتاب لتعليم اللغة الكردية في المدارس، ولاقى رواجًا واسعًا بين الأكراد المسلمين في شمال كردستان، حيث كان العديد منهم يحفظون أبياته عن ظهر قلب. كما كانت تُلقى قصائده في مناسبات مختلفة، بما في ذلك الفعاليات الخيرية.
نُشر "مولود كرمانجي" لأول مرة في مصر عام 1905، ثم طُبع مجددًا في إسطنبول سنة 1919. ومن اللافت أن إحدى قصائده التي تتناول موضوع الأخلاق أصبحت جزءًا من التراث الشفهي لدى الطائفة اليزيدية. إلى جانب هذا العمل، كتب باتيي أيضًا مجموعة من الغزليات التي تُظهر براعته في الشعر الروحي والعاطفي.

## مدرسة باتيي
نظرًا لتأثير ميلا حسين باتيي الكبير على شعر المولد الكردي في فترته اللاحقة، يمكننا الحديث عن "مدرسة الباتيهي" في الأدب الكردي. تتميز قصائد هذه المدرسة بأنها تبدأ دائمًا بالبسملة (بسم الله الرحمن الرحيم) وتليها الحمد لله، كما تتناول بشكل موسيقي ولحني ميلاد النبي محمد. كانت هذه القصائد تُقرأ في المناسبات الدينية بطريقة الترديد والتكرار، مما يُعتقد أنه يساعد في النجاة من نار جهنم الخالدة، ويُعتبر هذا من الطقوس الروحية المتبعة لدى الكثير من الأكراد.

## ملحوظات
1. ↑  Batê، Ehmedê (2010). Mela Huseynê Bateyî. M. Xalid Sadînî (ط. Çapa yekem). Vezneciler, İstanbul. ISBN:978-9944-360-66-1. OCLC:958684143.{{استشهاد بكتاب}}:  صيانة الاستشهاد: مكان بدون ناشر (link)
2. ↑  Leezenberg (2014), p. 724.
3. ↑  Öztürk (2018), p. 391.
4. 1 2  Öztürk (2018), p. 397.

## الفهرس
- Kreyenbroek، Philip G. (2005)، "Kurdish Written Literature"، Encyclopedia Iranica، مؤرشف من الأصل في 2025-01-22، اطلع عليه بتاريخ 2021-04-27
- Leezenberg، Michiel (2014)، "Elî Teremaxî and the Vernacularization of Medrese Learning in Kurdistan"، Iranian Studies، ج. 47، ص. 713–733، DOI:10.1080/00210862.2014.934150، ISSN:0021-0862، S2CID:162201041
- Öztürk، Mustafa (2018)، "Süleyman Çelebi ve Mela Huseynê Bateyî'nin Mevlidlerine Karşılaştırmalı Bir Bakış" (PDF)، Turkish Studies، ج. 13، مؤرشف من الأصل (PDF) في 2025-03-24

## روابط خارجية
1. مولودة كرمانجي ، دار نشر بنسينار للثقافة الكردية، السويد، باللغة الكردية
2. ملاي باتي في "مشاهير الشعراء والكتاب والفلاسفة الكرد"، NavKurd، باللغة الكردية
3. ميلي باتي، مولودة كورمانسي، كردي/كورماني، دار نشر روجا نو، سفيريج/ستوكهولم، 1987، 64 روبل،(ردمك 91-7672-018-7) .